# Deschloretizolam
Deschloretizolam (auch bekannt als Etizolam-2) ist ein Thienotriazolodiazepin und das dechlorierte Analogon des eng verwandten Etizolam. Die Verbindung wurde als Designerdroge verkauft.

## Rechtlicher Status
Deschloretizolam ist in Schweden seit dem 18. August 2015 als Betäubungsmittel eingestuft. In Deutschland zählt es zu den durch das Neue-psychoaktive-Stoffe-Gesetz geregelten 1,4-Benzodiazepin-Analoga.